# Ereta del Castellar
Ereta del Castellar est un site archéologique situé dans la commune de Villanfranca del Cid (comarque d'Alt Maestrat), dans la province de Castellón en Espagne.
Les vestiges de cet établissement humain, datant de l'âge du bronze, sont situés sur un éperon abrupt dont les versants sud et est se jettent dans le ravin de La Foç qui déverse ses eaux, un peu plus bas, dans le Riu Sec. Vers le nord se trouve le sommet, une continuation du haut plateau, au-dessus de 1 100 m d'altitude.

## Découverte
Le site a été localisé par hasard vers 1954 par l'archéologue français Henri Prades et fouillé en 1957, lors d'une brève campagne d'été, avec la collaboration du Service de Recherche Préhistorique de la Députation provinciale de Valence. Même s'il s'agissait d'une campagne très courte, un peu moins d'un mois, les matériaux archéologiques récupérés étaient abondants et d'un grand intérêt et furent déposés au Musée de la préhistoire de Valence.
En 1968, Jean Arnal, Henri Prades et Domingo Fletcher (es) publient les résultats des fouilles dans le numéro 35 de la série Travaux Divers 3 du SIP. Là, ils ont inclus le site parmi les villes de l'âge du bronze valencien, attribuant une chronologie aux niveaux initiaux vers 1800 av. J.-C. et 1600 av. J.-C. pour les niveaux supérieurs.
Plus récemment, les fouilles du site d'Ereta del Castellar ont été réalisées par le Service de Recherches Préhistoriques, sous la direction de María Jesús de Pedro Michó (ca) et Eva Ripollés Adelantado, archéologues liés au service et au Musée de la préhistoire de Valence.

## Description

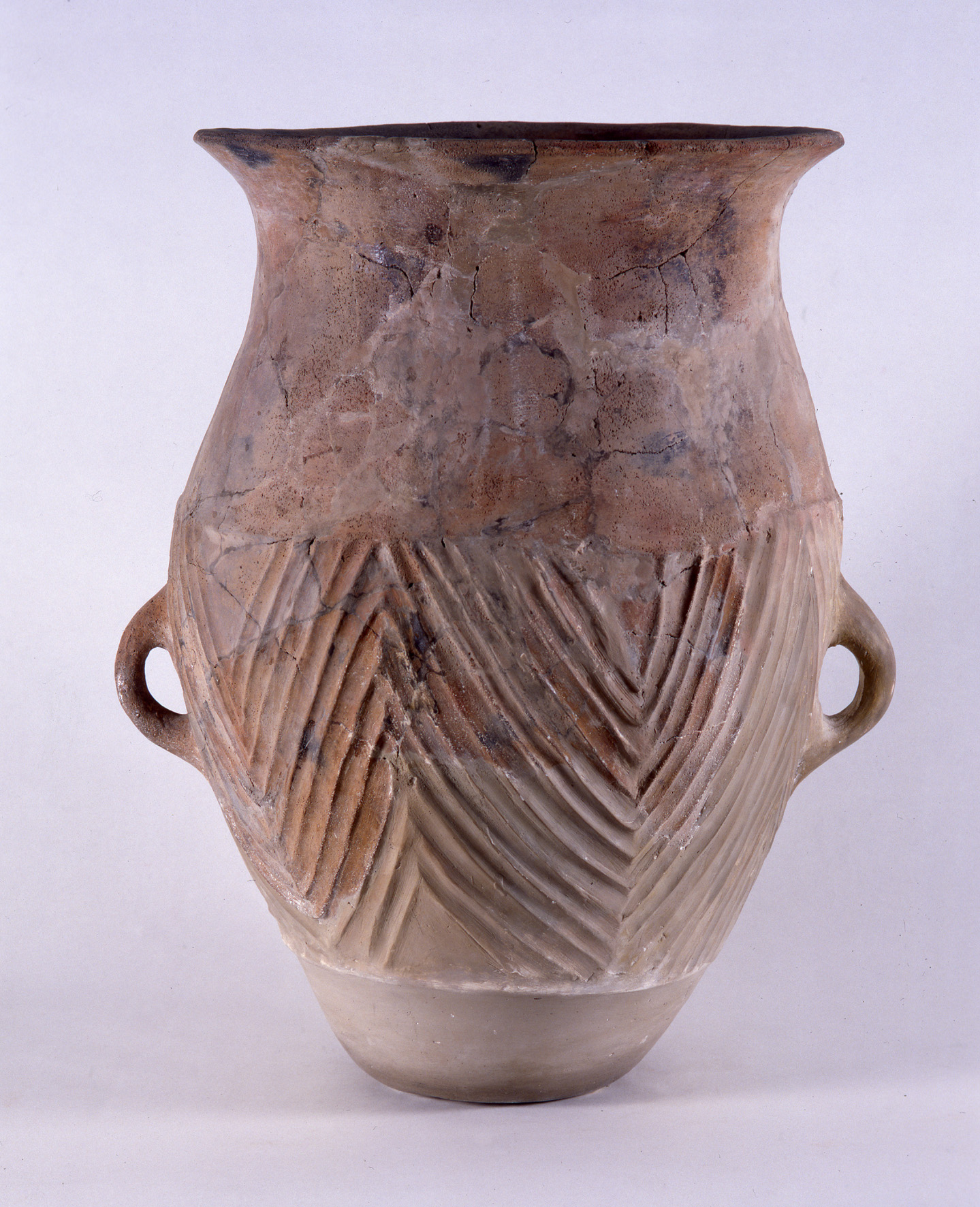
Grand pot en terre cuite à décor de cordons en relief. Ereta del Castellar.

Actuellement les données fournies par les fouilles ne sont pas très claires, car il y a des éléments qui ne s'intègrent pas dans l'attribution des structures de construction situées aux différents niveaux établis. Le village présente différents moments de construction avec des murs en terre cuite et des murs en pierre sèche, des murs en terre cuite et d'autres matériaux de construction comme les adobes en terre cuite qui nous ramènent à l'âge du bronze final. Un autre fait caractéristique est le plan rectangulaire bien défini des départements, présent dans les sites du Haut Bronze, mais aussi dans d'autres sites datés d'environ 1100 av. J.-C..
Le matériel récupéré lors de ces campagnes de fouilles, bien que très fragmenté, a permis de renforcer l'idée qu'il s'agit d'un site directement lié aux problématiques de l'âge du bronze final et aux mouvements de population intervenus à la fin de l'âge du bronze de l'autre côté des Pyrénées, connus comme porteurs de la culture des champs d'urnes, et place le site d'Ereta comme le précédent immédiat de l'intense peuplement que cette zone reçut très peu de temps après, à la fin de l'âge du bronze et de l'âge du fer ancien.